# Pollo agridulce
El Pollo Agridulce es un plato o Aperitivo típico de la gastronomía chino-estadounidense. El pollo es esencialmente tiras de pollo de carne blanca rebozadas y fritas. A diferencia del cerdo agridulce, este plato no tiene un equivalente en la cocina china, siendo casi exclusivo de Norteamérica, si bien también se encuentra con frecuencia en restaurantes chinos de otras partes del mundo. Suele servirse con salsa agridulce, a veces acompañado de piña, pimiento verde o cereza.